# Osiky
Osiky är en ort i Tjeckien.   Den ligger i regionen Södra Mähren, i den östra delen av landet, 160 km öster om huvudstaden Prag. Osiky ligger 569 meter över havet och antalet invånare är 132.
Terrängen runt Osiky är lite kuperad. Runt Osiky är det ganska glesbefolkat, med 31 invånare per kvadratkilometer. Närmaste större samhälle är Blansko, 19,1 km sydost om Osiky. I omgivningarna runt Osiky växer i huvudsak blandskog.